# Institut Agrícola Català de Sant Isidre
L'Institut Agrícola Català de Sant Isidre (IACSI) o Institut Agrícola és l'associació agrària més antiga d'Espanya i una de les més antigues d'Europa. Va ser fundada l'any 1851 amb l'objectiu de constituir una associació de grans propietaris del camp català, per defensar els seus interessos i fomentar l'estudi de les tècniques agrícoles.
Aglutina la majoria de perfils empresarials agraris de Catalunya, des dels productors i transformadors fins als elaboradors i comercialitzadors, de les empreses agràries i agroalimentàries. També hi participen empreses de serveis agraris i les vinculades a l'economia rural, com el turisme agrari i les activitats culturals del sector. Va ser l'associació de propietaris rurals més importants del segle xix desenvolupant un gran nombre d'activitats que la destaquen entre totes les associacions del sector durant aquest període.
Des de 1932 té la seva seu al Palau Fivaller de Barcelona.

## Història

### Impuls inicial
En el marc de l'erradicació de l'Antic Règim i la implementació de noves relacions capitalistes alguns sectors com l'agropecuari van voler associar-se com a mitjà de protecció contra el liberalisme polític i econòmic.
Els propietaris de zones agrícoles de Catalunya van ser convidats a assistir a una reunió constituent el 30 de maig de 1850 a la Diputació de Barcelona amb l'objectiu de constituir una societat agrària de propietaris rurals. La Junta de Comerç (1847) havia deixat un buit i en aquells moments, Catalunya sortia de la Guerra dels Matiners (1849) i la burgesia terratinent afrontava la modernització del sector. L'objectiu era l'impuls d'una agricultura capitalista i el foment de l'economia rural a través de la implementació dels avenços en el coneixements rurals que milloressin els rendiments. Els seus promotors van ser Ramon Casanova i de Mir, Josep M. Despujol i de Ferrer, i Antoni de Gayolà. El 22 de maig de 1851 va tenir lloc al Saló d'Agricultura de la Diputació de Barcelona la creació oficial de l'Institut sota la presidència de Josep Bertran i Ros i el patronatge de Sant Isidre.

### Crisi agrària (dècada 1880)
Els moviments associatius agraris exploten a tot Europa i aconsegueixen ser eixos vertebradors de la societat rural. Els casos de Boerenbond a Bèlgica, o el Bund der Landwirte alemany en són els principals exponents. Davant la crisi agrària de finals de segle xix aconseguiran ser autèntiques organitzacions de masses. L'IACSI pretendrà obtenir aquest impuls amb resultats desiguals.
Seguint el model de la Société des Agriculteurs de France (1867), institució dominada pels grans propietaris rurals de França que pretenia evitar la conflictivitat social que s'havia generat a Andalusia i els pagesos de la Vall del Po es volia aplicar un model similar a Catalunya. Així es constitueix la Unió Agrícola de Catalunya (2/05/1889) que més tard es convertiria de la Cambra Agrícola de Catalunya (20/03/1891). Paral·lelament, amb la idea d'ampliar la seva influència en les classes de la pagesia es preocupa per crear sindicats agraris com la Federació de Gremis Agrícoles de Catalunya (1893). També va crear una Federació Agrícola Catalana (27/02/1899) que es coordinaria amb altres associacions a nivell estatal, i que va agrupar més d'un centenar d'associacions agràries, considerant-se l'"apèndix social" de l'IACSI.

### Crisi de la Fil·loxera
La fil·loxera va començar a envair les vinyes a Catalunya a partir de 1880 i va afectar de forma brusca l'expansió vitivinícola. La crisi va posar fi a una llarga conjuntura expansiva de l'agricultura catalana que havia deixat en un segon pla la conflictivitat entre pagesos i propietaris. L'IACSI es va implicar a fons en l'organització dels viticultors i en la lluita contra la plaga. Però la conflictivitat social que va portar associada la crisi també va donar origen a un nou sindicalisme camperol reivindicatiu i confrontat directament amb els interessos dels propietaris. Llavors, els socis propietaris de l'IACSI van impulsar un associacionisme interclassista i de caràcter corporatiu amb l'objectiu de neutralitzar la confrontació social i atraure la pagesia a un front comú davant les dificultats globals del sector. El 1888 l'IACSI va reformar el reglament per crear una nova classe de socis adherits, i permetre la incorporació de pagesos no propietaris que pagaven una quota més reduïda i rebien el suplement de la revista de l'Institut, que portava el títol de La Pagesia. No va aconseguir disposar de les adhesions necessàries però si que va obtenir una considerable mobilització per protegir el sector agrari català en un acte a Barcelona el 12 de maig de 1889 amb suport de 22.000 signatures, fet que porta a la creació de la Unió Agrícola de Catalunya. Els resultats no van ser els esperats i amb la promulgació de la Llei de Cambres de 1890 es va reconvertir en la Cambra Agrícola de Catalunya.

### 1900-1930
L'IACSI, en començar el nou segle va voler impulsar un nou moviment associatiu a tot l'estat espanyol però no va aconseguir els seus objectius quedant-se amb la creació de la Federació Agrícola Catalano-Balear. Aquesta va ser la primera federació regional d'associacions agrícoles que es va crear a Espanya, i va col·laborar a constituir el 1903 la confederació coneguda com Unió Agrària Espanyola. Un dels punts mes rellevants de la Federació Agrícola va ser la proposta d'una Llei de Sindicats Agrícoles presentat a les Corts Espanyoles pel ministre Miguel Villanueva i no aprovat fins al 1906. Aquesta norma que suposava l'inici del cooperativisme agrari a Espanya.
L'esclat de conflictivitat social al camp català durant l'anomenat Trienni Bolxevic (1918-1920), va produir vagues i enfrontaments violents entre pagesos i propietaris. El 1918, en una reunió de la Federació es va presentar una moció que exigia a les associacions federades es pronunciessin obertament a favor de la invulnerabilitat del dret de propietat amb l'objectiu de limitar l'avenç dels partits republicans, que recolzaven les reivindicacions dels rabassaires que treballaven al sector vitícola i que al començament dels anys vint contribuirien a organitzar el sindicat Unió de Rabassaires i Altres Cultivadors del Camp de Catalunya. La Federació es va alinear finalment amb els interessos de la patronal.
Amb la Segona República Espanyola fallen els intents de recuperar la Federació ja que els dirigents de l'IACSI van abandonar totalment l'orientació interclassista per mobilitzar els propietaris en una estratègia d'estricta defensa patronal. La preeminència de l'IACSI en el mon agrari havia deixat de ser preponderant a causa de tres factors: Primer, la Unió de Rabassaires havia pres el control de la mobilització agrària en els anys 1920. Segon, l'atomització sectorial dels interessos agraris com la constituïda Unió de Vinyaters. Finalment el desenvolupament del moviment cooperatiu, que va rebre un impuls decisiu per part de l'administració pública amb el servei de Acció Social Agrària, de l'Església i també d'alguns sectors propietaris que s'havien convençut de la necessitat d'impulsar un sindicalisme interclassista.
El 29 d'octubre del 1933, en plena dinàmica d'enfrontament amb el Govern català per l'elaboració de la Llei de Contractes de Conreu, l'IACSI va organitzar a Barcelona una gran Assemblea de Defensa Agrícola a què van assistir uns 30.000 propietaris. La campanya de defensa patronal que va realitzar l'IACSI durant la Segona República va aconseguir l'adhesió d'un gran sector de grans, mitjans i petits propietaris rurals que es van sentir amenaçats pel clima social i pel discurs polític de les noves autoritats. Així doncs, l'IACSI, es va revitalitzar i va aconseguir la major implantació de la seva història fins a arribar a la Guerra Civil.

## Recerca i transferència de coneixement
Els fundadors de l'IACSI estaven vinculats a institucions il·lustrades com Reial Acadèmia de Ciències Naturals i Arts de Barcelona, la Junta de Comerç, Societat Econòmica d'Amics del País de Barcelona, Acadèmia de Belles Arts i l'Associació Literària de Girona. D'aquí el seu interès per la innovació i la pedagogia per a fer promoure el sector.
Els principals membres amb coneixements específicament agropecuaris son Isidor d'Angulo i d'Agustí, que dirigí la revista IACSI fins al 1854, Ramon de Casanova, autor de la Cartilla agricola práctica (1856) o Jaume Llansó que va ocupar la càtedra d'agricultura a l'associació.
Es van promoure estudis agronòmics, jurídics, econòmics enfocats a la divulgació i la millora de les activitats agràries. S'incorporaren les noves pràctiques en maquinària, utillatge, nous conreus i variants, substitució de cereals per farratge, millora del bestiar, la millora de l'agricultura industrial com el cotó i plantes tintoreres, o de productes com l'oli de cacauet i la indústria de la seda. Es van promoure estudis sobre el cotó arran de l'escassetat per la Guerra Civil dels Estats Units i la promoció de la literatura sobre ceps va ser important amb els efectes de la fil·loxera. La major part de les activitats de l'IACSI van anar adreçades a activar la modernització dels conreus i crear una agricultura competitiva enfocada al mercat estatal i internacional.
Es van convocar exposicions, congressos i manifestacions pel suport institucional al sector agrari. Entre altres destacar l'exposició de la Junta Provincial d'Agricultura de Girona (1875), Junta d'Amics del País Valencià (1867), Societat Valenciana (1883), Exposició vinícola a Madrid (1877); o la participació en congressos internacionals amb l'objectiu d'enllaçar amb Europa: Paris (1856,1867,1889), Londres (1862,1868,1894), Perpinyà (1862), Hamburg (1869), Viena (1873), Anvers (1875,1894), Colònia (1875), Conegliano (1886), Brussel·les (1891,1896), i als Estats Units: Filadèlfia (1876) i Chicago (1894).
A partir d'inicis del segle xx, La Federació Agrícola Catalano-Balear (27/02/1899) ampliant el seu àmbit d'acció el 1902 a les Illes Balears, va ser la més activa d'aquestes federacions regionals. Va celebrar 25 congressos en una localitat diferent de Catalunya i Balears promovent la difusió de tècniques i pràctiques agrícoles a través d'un associacionisme interclassista.
A finals de la dècada del 1900 l'IACSI reorganitza la seva activitat de recolzament tècnic als seus associats, però l'Estat comença a preocupar-se per l'ensenyament i la difusió de coneixements tècnics agrícoles. L'establiment de serveis tècnics agraris per part de la Mancomunitat de Catalunya va restar protagonisme a l'IACSI. Molts dels tècnics que treballaven a l'IACSI van passar a desenvolupar la seva tasca professional a l'Escola Superior d'Agricultura i als Serveis Tècnics de la Mancomunitat, com el director del laboratori químic, Jaume Raventós, o els enginyers Joan Àngel Genís i Josep Poch de Feliu, i la institució no va poder sobreposar-se als canvis que havia promogut a finals del xix.

## Publicacions
L'IACSI ha dut a terme una intensa activitat editorial. Des de la seva fundació publicà la Revista de Agricultura Práctica, que va canviar de títol el 1865 per la Revista de l'Institut Agrícola de Sant Isidre, que segueix actualment vigent. Com a suplement quinzenal de la revista aparegué, del 1889 al 1893, La Pagesia, que es fusionà amb L'Art del Pagès (1894-95). També publicà un Anuari... (1908), que sortí alguns anys en català, i el cèlebre Calendari del Pagès que s'ha editat des del 1856, sense interrupció. Ha generat també informes tècnics, manifests i opuscles, com Constitución familiar y organización de la propiedad en Cataluña (1912), La rabassa morta (1923), de J. Girona i Trius, i el conjunt de conferències La crisi vinícola (1923).

## Presidents
Presidents de l'Excel·lentíssim Institut Agrícola Català de Sant Isidre
1. Sr. Joaquim Desvalls i Sarriera, Marquès d'Alfarràs, 1851-1860[1]
2. Sr. Marquès de la Quadra, 1860-1862
3. Sr. Ignasi Despujol i Dusay, Comte de Fonollar, 1862-1866
4. Sr. Miquel de Foixà, 1866-1868
5. Sr. Ramon Maria de Sentmenat i Despujol, Marquès de Ciutadilla 1869-1870
6. Sr. Francesc de Casanova i de Mir, 1871-1872
7. Sr. Pelagi de Camps i de Matas, Marquès de Camps, 1872-1875[1]
8. Sr. Josep Maria de Fivaller, 1875-1876
9. Sr. Marquès de Palmerola, 1876-1882
10. Sr. Pelagi de Camps i de Matas, Marquès de Camps, 1882-1889
11. Sr. Ramon Maria de Sentmenat i Despujol, Marquès de Sentmenat, 1890-1892
12. Sr. Benigne de Salas, 1892
13. Sr. Silví Thós i Codina, 1892-1893
14. Sr. Joaquim Escrivà de Romaní i Fernández de Córdoba, Marquès de Monistrol i de Aguilar, 1893-1897
15. Sr. Carles de Camps i d'Olzinellas, Marquès de Camps, 1897-1901[1]
16. Sr. Ignasi Girona i Vilanova, 1902-1907[1]
17. Sr. Manuel Raventós i Domènech, 1907-1911[1]
18. Sr. Eusebi de Puig i de Rich, 1911-1915
19. Sr. Ignasi Girona i Vilanova, 1915-1923
20. Sr. Carles de Fortuny i Miralles, Baró d'Esponellà, 1923-1931[1]
21. Sr. Santiago de Riba i d'Espanya, 1931-1934[1]
22. Sr. Josep Cirera Voltà, 1934-1936[1]
23. Sr. Josep Bassedas i Montaner; 1936[1]
24. Sr. Ignasi de Bufalà i de Ferrater, 1939-1940
25. Sr. Epifani de Fortuny i de Salazar, baró d'Esponellà (1940-46)[1]
26. Sr. Francesc Xavier de Ros i de Dalmases, 1946-1948[1]
27. Sr. Josep de Fontcuberta, Marquès de Vilallonga, 1948-1956
28. Sr. Jordi de Camps i de Casanova, 1956-1961
29. Sr. Lluís Desvalls, Marquès d'Alfarràs, 1961-1965
30. Sr. Jesús Raventós Fatjó, 1965-1977
31. Sr. Ignasi de Puig i Girona, 1977-1986
32. Sr. Joaquim d'Abadal i Guitart, 1986-1994
33. Sr. Baldiri Ros i Prat, 1994-